# Nice Cycling Team
L'equip Nice Cycling Team (codi UCI: NCT ) és un equip ciclista kuwaitià de categoria continental. Creat el 2017, competeix principalment als circuits continentals de ciclisme.

## Principals victòries
- Challenge del Príncep-Trofeu del Príncep: Thomas Vaubourzeix (2017)

### Grans Voltes
- Tour de França
  - 0 participacions

- Giro d'Itàlia
  - 0 participacions

- Volta a Espanya
  - 0 participacions

## Composició de l'equip
| \| Llista de l'equip 2017 \| Llista de l'equip 2017 \| Llista de l'equip 2017 \| Llista de l'equip 2017 \| \| Ciclista \| Data de naixement \| Equip previ \| \| \| ---------------------------------------- \| ---------------------- \| ---------------------------------- \| ---------------------- \| \| Ibrahim Al Jeraiwi \| 10 de juliol de 2025 \| \| \| \| Hussain Alsaffar \| 10 de juliol de 2025 \| \| \| \| Ali Dashti \| 10 de juliol de 2025 \| \| \| \| Cédric Jolidon \| 10 de juliol de 2025 \| \| \| \| Ryan MacAnally \| 14 de setembre de 1992 \| \| \| \| Gaspar Mas \| 10 de juliol de 2025 \| \| \| \| Ariya Phounsavath (1 de gen–30 de maig) \| 2 de març de 1991 \| CC Villeneuve Saint-Germain (2016) \| \| \| Jérôme Pulidori \| 19 de juliol de 1986 \| \| \| \| Bernard Van Aert \| 8 de setembre de 1997 \| \| \| \| Thomas Vaubourzeix (1 de gen–10 de març) \| 16 de juny de 1989 \| Lupus Racing (2016) \| \| \| Jaime Vergara \| 12 de juny de 1987 \| \| \| \| \| \| \| \| \| Fonts: ProCyclingStats Cycling Quotient \| \| \| \| |                        |                                    |  |
| Llista de l'equip 2017 |                        |                                    |  |
| Ciclista | Data de naixement      | Equip previ                        |  |
| Ibrahim Al Jeraiwi | 10 de juliol de 2025   |                                    |  |
| Hussain Alsaffar | 10 de juliol de 2025   |                                    |  |
| Ali Dashti | 10 de juliol de 2025   |                                    |  |
| Cédric Jolidon | 10 de juliol de 2025   |                                    |  |
| Ryan MacAnally | 14 de setembre de 1992 |                                    |  |
| Gaspar Mas | 10 de juliol de 2025   |                                    |  |
| Ariya Phounsavath (1 de gen–30 de maig) | 2 de març de 1991      | CC Villeneuve Saint-Germain (2016) |  |
| Jérôme Pulidori | 19 de juliol de 1986   |                                    |  |
| Bernard Van Aert | 8 de setembre de 1997  |                                    |  |
| Thomas Vaubourzeix (1 de gen–10 de març) | 16 de juny de 1989     | Lupus Racing (2016)                |  |
| Jaime Vergara | 12 de juny de 1987     |                                    |  |
| |                        |                                    |  |
| Fonts: ProCyclingStats Cycling Quotient |                        |                                    |  |

## Classificacions UCI
L'equip participa en les proves dels circuits continentals.
UCI Àsia Tour
| Temporada | Classificació per equips | Millor ciclista en la classificació individual |
| --------- | ------------------------ | ---------------------------------------------- |
| 2017      | -                        | -                                              |